# 東普魯士撤退
东普鲁士撤退行動是於1945年1月20日至3月期间將德国平民和军事人员撤离东普鲁士的行動，最初由德国当局组织和实行，但在红军壓境下很快就变成了混乱的逃亡。
东普鲁士撤退行動是二战末期德国平民撤离行動的一部分，與战争结束后將德國人从东普鲁士驱逐的行動並無直接關係。被疏散的範圍不是整個东普鲁士大區，而是战間期的东普鲁士，大多数人原已拥有德国公民身份。尽管梅梅尔和其他靠近东普鲁士的地区没有正式宣布撤离，居住在這些地區的德国公民也参加了撤退行動，希望透过海上路線逃到西方。
早已計畫好的撤退行动推迟了数月，由于担心红军在东普鲁士攻势期间的推进而正式展开。撤退行动的某些部分是基于军事需要而计划的，而汉尼拔行动就是撤离行動中最重要的军事行动。然而，由于很多居民聽聞苏軍在苏联控制的地区对德国人施加暴行，令许多居民主动撤离。纳粹德国以官方新闻、政治宣传渠道和其他方式散播关于苏联暴行的虛構和真實報道，傳遍军队和平民。
尽管德國當局对多個地区制定了详细的撤退计划，但包括东普鲁士大区大區長官埃里希·科赫在内的決策單位将撤退行动推迟到1月20日，但当时已是为时已晚，人員无法有序撤离。最终，政府單位和纳粹党不能承載意欲撤离的人数。在严寒的冬季下，苏军的迅速的行军造成社會恐慌、平民陷入战斗當中，撤离期间有成千數萬难民丧生，苏联军队直至1945年5月才完全控制东普鲁士。根据西德施依德委员会的調查，1944年初东普鲁士的平民人口为2,653,000人。这個以配给卡为核算基础的調查包括了来自德国西部的空袭撤离人员和外国工人。战争结束前估计有200万人被疏散，當中包括1944年秋天的500,000人和1945年1月之后的1,500,000人以及1945年4月至5月估计的600,000人
根据1974年西德政府的一项研究，估计有1%平民在苏联攻勢中丧生。西德搜索机构报告指出，包括梅梅尔在内的东普鲁士有31,940名平民确认在撤离过程中丧生。

## 政治宣传

### 德國
红军于1944年10月向东普鲁士发動进攻，但在两周后被暂时击退。此后，德国政治宣传部报告，紅軍在东普鲁士的村庄犯下多宗战争罪行，特别是在內梅爾斯多夫的居民被推进的苏军强奸和杀害，內梅爾斯多夫是紅軍攻勢下其中一個首先抵達的戰前德國人村莊。在纳粹德國嚴峻的战争損耗下，村內大多數强壮的男性平民已被军队徵召入伍，因此暴行的受害者主要是老人、妇女和儿童。苏联撤出该地区后，德国当局派遣摄制隊记录並整理所发生的事情，并进一步邀请外国观察员作为证人。过程中获得的片段被製作成一部纪录片，於东普鲁士的电影院裡放映，旨在激勵平民和军人抵抗苏联的决心。這場关于蘇軍在內梅爾斯多夫和其他东普鲁士地方犯下暴行的纳粹宣传运动说服了剩余的平民，讓他們知道不能被进擊的敌人捕獲。

### 苏联
从苏联军事法庭的案件中得知，谋杀轴心国战俘和德国平民的事件時有發生。苏联军队进入东普鲁士时释放大量被納粹奴役的東方勞工（Ostarbeiter），他們體會到这群被強制勞動的工人所受到的痛苦和死亡，令许多苏联士兵对东普鲁士人的态度变得更加强硬。
参与入侵东普鲁士的列夫·科佩列夫严厉批评苏軍针对德国平民的暴行。他因此于1945年遭蘇聯當局逮捕，在古拉格因「资产阶级人道主义」和「同情敌人」的罪名被判处十年徒刑。俄羅斯作家亚历山大·索尔仁尼琴1945年亦在东普鲁士服役，因在与朋友的私人通信中批评约瑟夫·斯大林和苏联罪行而被捕，遭判处八年劳改。对于这些暴行，索尔仁尼琴写道：「你很清楚，我们来到德国是为了报复」德国在苏联犯下的暴行。

## 疏散

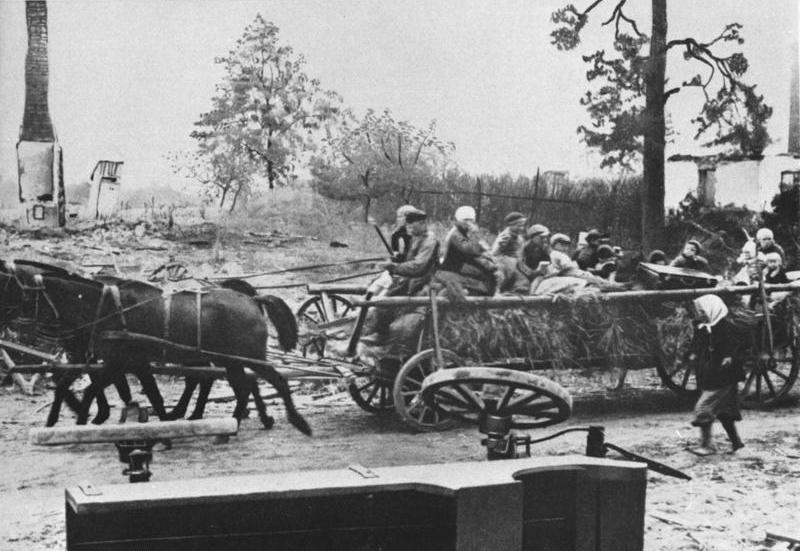
东普鲁士难民

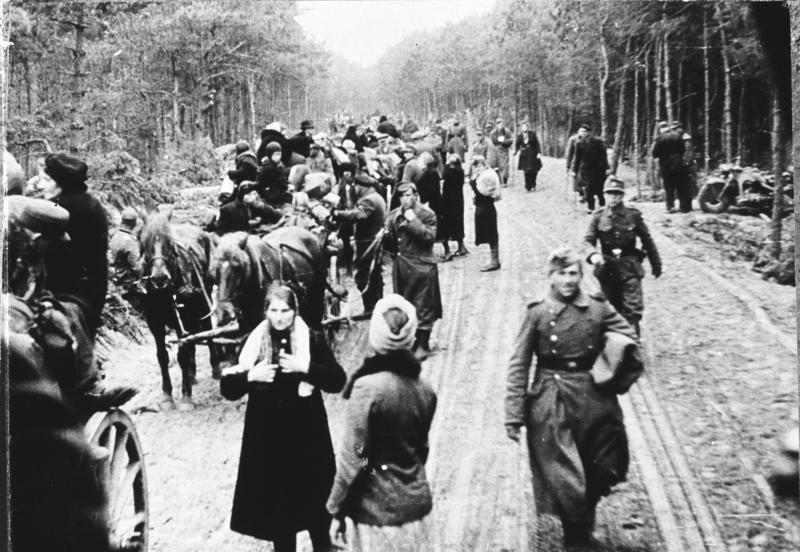
难民

东普鲁士部分地区的疏散计划早于1944年下半年准备完成，包含许多城镇的总体計划和具体指示。疏散的目標不仅只有平民，还包括工业和牲畜。 
最初，东普鲁士大區長官埃里希·科赫禁止平民撤离（直到1945年1月20日），并下令立即槍斃在沒有獲得许可下试图逃亡的平民。平民所做的任何准备都被视为失败主义和破坏军队士气（Wehrkraftzersetzung）。在苏軍推进期间，科赫和许多其他纳粹工作人员是第一批逃离的人。1945年1月12日至2月中旬，将近850万德国人逃离了帝国的东部省份。大多数难民是前往德国西部地区的妇女和儿童，由於所有机动车辆和燃料在战争开始时已被国防军没收，他们只能使用临时运输工具（如木制貨车和手推车）携带家當。红军于1945年1月23日抵达埃爾賓附近的维斯瓦泻湖沿岸，把东普鲁士和西部领土之间的陆路切断，离开东普鲁士的唯一方法就是穿过结冰的维斯瓦泻湖以到达但澤或哥騰哈芬港口，並加入汉尼拔行动的撤离船隊。由於难民与一同撤退的国防军部队混在一起，没有任何伪装或庇护，撤離隊伍遭到苏联轰炸机和战斗机的袭击。许多貨车冲過了覆盖着鹹淡水、布满炸弹的結冰层。東普魯士馬种育馬場的马匹和馬伕也隨貨车隊疏散了。此外，国防军部队撤退時把道路和桥梁堵塞，以阻撓紅軍推進，這严重阻碍了疏散。

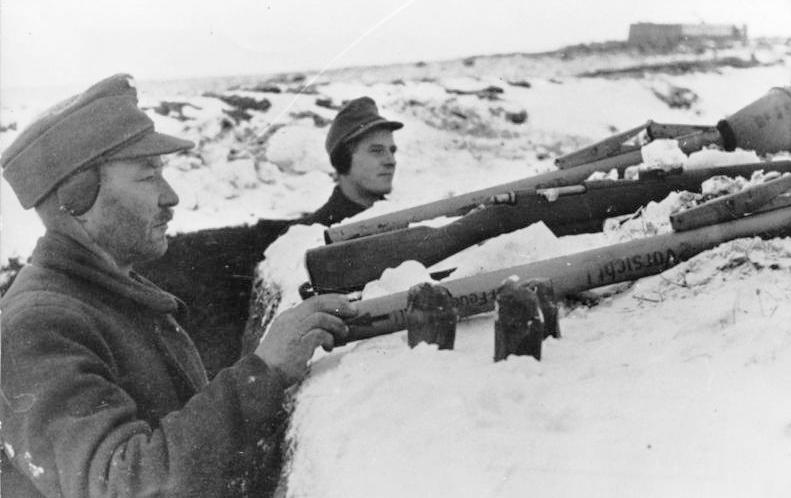
在东普鲁士服役的人民冲锋队

留在東普魯士的16-60岁的男子立即被编入人民冲锋队。然而，一些没有基本军事知识和训练的人民冲锋队成员逃进了树林，只望能生存下去。离开东普鲁士的难民列车也极为拥挤，由于气温极低，很多孩子在旅途中冻死。最后一列难民列车于1945年1月22日离开柯尼斯堡。
英國军事作家安東尼·畢沃爾在《柏林：淪陷 1945》 (2002年) 中描述：
馬丁·鮑曼，納粹黨的全國領導，他轄下的大區長官在大多數情況下阻止婦女和兒童的疏散，直到已經為時已晚。那些來自東部地區、驚慌失措的逃亡者從未在他的日記中被提及。他們處理難民危機的無能令人不寒而栗，但在納粹階級制度的情況下，很難說出這些不負責任和不人道的行為從何開始和結束。

### 漢尼拔行動

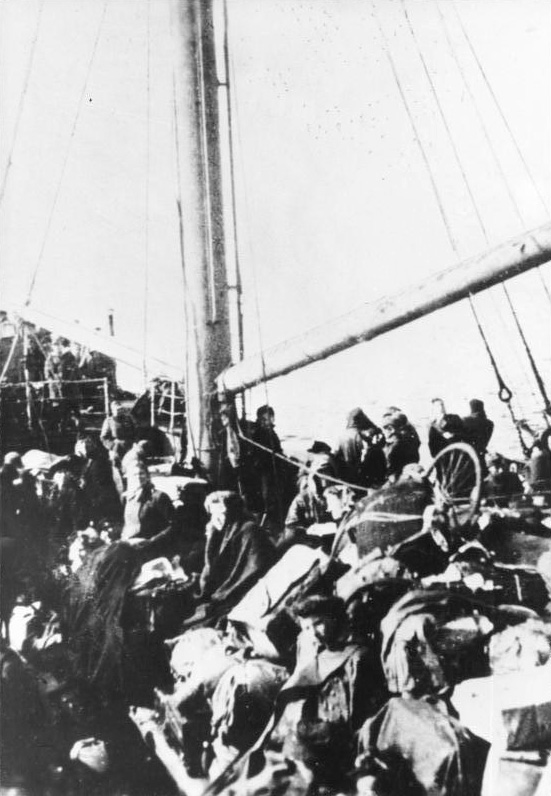
一艘於皮劳附近的难民船

汉尼拔行动是一项根据海军上将卡尔·邓尼茨的命令而執行的军事行动，于1945年1月21日开始，將德国军队和平民从库尔兰、东普鲁士和波兰走廊撤離。巨大的难民潮使这次行动成为历史上最大规模的海上紧急疏散行动之一 ——在15周的时间內，有大约494至1,080艘各类型的商船和众多海军舰艇，包括德国剩余最大的海军部队，将大约800,000-900,000名难民和350,000名士兵跨過波罗的海运送到德国西部和德占丹麦。这次撤离行動是德国海军在战争期间最重要的行动之一。
1945年1月30日晚上，运输船威廉·古斯特洛夫號在波罗的海航行時被苏联S-13潜艇发射的三枚鱼雷击中，船隻在45分钟内沉没，估算死亡人数从5,348、到7,000或9,400不等，是这次行动中最嚴重的傷亡。949名倖存者由巡洋舰希佩爾海軍上將號率领的德国海军舰艇群救起，儘管之前有人指出「附近有一艘敵方潜艇，这艘大型军舰无法冒被攻擊的風險執行救援行動」。此外，2月10日，載有2,680名难民的馮·施托伊本將軍號离开皮劳時被鱼雷击中，几乎所有船上的人均遇難。

## 柯尼斯堡

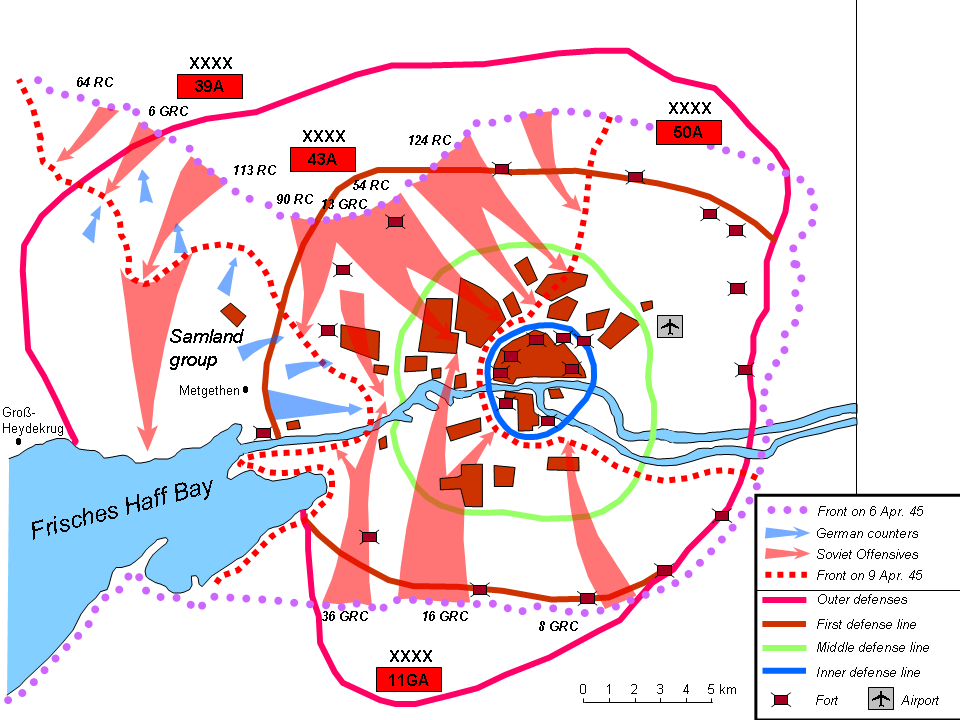
1945年4月6日至9日苏联对柯尼斯堡的进攻

1945年1月24日，由切爾尼亞霍夫斯基将军率领的白俄罗斯第三方面军將东普鲁士首府柯尼斯堡包围。德國第3裝甲軍團和大约20万平民被困在城内。对此，德國中央集团军司令格奥尔格-汉斯·莱因哈特将军警告希特拉苏联的威胁迫在眉睫，但元首拒绝采取行动。由于罗科索夫斯基将军率领的白俄罗斯第二方面军亦迅速逼近，柯尼斯堡纳粹当局决定将满载难民的火车運到阿倫施泰因，但他們不知道该镇已被苏联騎兵第3軍占领。
在苏联的炮火下，在Frische沙咀成为逃亡到西方的最后缺口。然而，很多试图沿着沙咀逃走的平民遭苏联坦克和巡逻队拦截并杀死。每天有两千名平民离开柯尼斯堡，试图逃到已经非常拥挤的皮劳镇。4月2日，苏军对柯尼斯堡發動最后一次进攻，實施猛烈轰炸。通往皮劳的陆路再次被切断，仍留在城里的平民死亡人数数以千计。最终，德国驻军于4月9日投降，畢沃爾写道：「在这座被毁的城市，对妇女和女孩的强奸行為没有得到任何遏制」

## 罪行
苏軍在像內梅爾斯多夫这样的地方所進行的杀戮和强奸行為被广泛傳播，早以导致东普鲁士德国人非常恐惧。那些无法從前进的苏軍中逃脱的人只能听天由命。在东普鲁士，很多富有的平民被苏联士兵槍斃，家當被盗，房子被放火烧毁。蘇聯剧作家、曾在东普鲁士担任服役的前海军步兵军官扎哈爾·阿格拉年科写道：
「红军士兵不相信自己与德国女性有『个人联系』這個想法。每次有九、十、十二个男人——他们集体强奸她们。」
甚至有从強迫勞改營解放出来的俄罗斯妇女也被苏联士兵强奸。苏军的后卫部队應对红军人员犯下的大部分罪行负有责任。像列夫·科佩列夫这些试图阻止罪行發生的苏联军官被指责是同情敌人，因而成为了古拉格的囚犯。
这些暴行的出現是受到了对纳粹入侵苏联期间所犯下的罪行进行报复和报仇的心態所影响，並由苏联政治宣传共同推动。這些宣传是对苏联士兵一种具目的性的刺激，並反映苏联政治当局以至斯大林的意愿。而毫无疑问的是，斯大林知道正在发生的事情。鉴于蘇共对军階的严格控制，在普鲁士發生的掠夺和强奸行為是苏联各级指挥的结果。只有当苏联高层知道需检察红军的行为是否符合苏联的整體利益时，他才采取措施加以制止。

## 后續

二战后德国的领土损失（以绿色和粉红色標記）

1945年5月，红军消灭了所有抵抗力量并控制了东普鲁士。平民的确切死亡人数从未被确定，但估计东普鲁士至少有300,000人喪生。然而，当时以儿童、妇女和老人為主的大多数德国居民确实逃离了红军，成为人类历史上最大规模人口外流的事件之一。畢沃爾寫道：
「1940年的人口为220万，到1945年5月末只剩下193,000人。」
苏联军队直至1945年5月才完全控制东普鲁士。根据西德施依德委员会的調查，1944年初东普鲁士的平民人口为2,653,000人。施依德委员会估算，1945年战役中东普鲁士有30,000名平民死亡，整个奧德河-尼斯河地区失去75-100,000名平民。
按西德联邦统计局1958年的数据估算，东普鲁士失去299,200名平民，其中274,200人在1945年5月战争結束后被驱逐，25,000人在战争期间被驱逐。根据联邦统计局的数据，在战前的2,490,000人口中，约有500,000人在战争期间死亡，其中包括210,000名军人和311,000名平民，他們可能死于战时的逃亡、战后對德国人驱逐行動和在苏联被强迫劳动期間，311,000平民死亡的数字已包含在历史文献中经常引用的220万死於苏联驱逐行動的总体估算當中。1,200,000人成功逃亡到德国西部，而在1945年夏天约有800,000名战前居民留在东普鲁士。 
西德搜索机构于1965年发布最终报告，详细说明了因逃亡和驱逐而失去的德国平民數目。西德政府于1986年授权公開报告，1987年德国学者格德·馮·匹斯圖爾可斯发表了调查结果摘要。根据西德搜索机构的統計，东普鲁士（包括梅梅尔）在逃亡和驱逐行動前的平民人口为2,328,947。他們將平民死亡和失踪總數目定為514,176人。确认死亡人数为123,360人（9,434人暴力死亡，736人自杀，9,864人被驅逐出境而死，7,841人死在拘禁营中，31,940人在战时逃亡期间死亡，22,308人在驱逐行動期间死亡，41,237人死于不明原因）。另外还有390,816宗失踪人员报告，他们最終的命运无法被确認。德国的一些历史学家认为，搜索机构的确认死亡人数已為逃亡和驱逐行動造成的总损失提供了实際觀念；他们认为，將無法確認的失踪人员报告計算在內會降低統計的可信性。德国历史学家魯迪格·奧華曼斯认为西德政府搜索机构报告的统计基础是不可取的，並认为需要对驱逐行動的死亡人数进行新的研究。然而，德国政府和德国红十字会仍坚持认为，將报稱失踪但無法證實的人员包括在内的较高数字是正确的。
在德国联邦档案馆估计，约1％（预计1.1-1.2千万德国平民中的100-120,000人）奧德河-尼斯河区居民因1944-45的戰役中以及故意杀人的苏联军队而失去生命。
根据其他来源，1945年夏天大约有800,000名德国人仍居住在东普鲁士。红军在东普鲁士战役中对平民施加的暴行，加上纳粹多年来对苏联的政治宣传，导致东线的许多德国士兵相信「在苏联的胜利中倖存下来是没有意义的」。这种信念促使许多德国士兵即使认为战争已经失败亦继续战斗，导致苏联伤亡人数增加。
大多数在战争期间没有撤离的德国人在二战结束后的几年被驱逐出东普鲁士和奧德河-尼斯河线以东的其他前德国领土，这是盟国在波茨坦会议上同意的，因为，用温斯顿·丘吉尔的话来说： 
就我們所了解，驅逐是最令各方滿意和持久的方法。不會再有人口混居帶來的無窮無盡的麻煩，一次大掃除將會進行。
二戰後，同樣在波茨坦會議（會議於1945年7月17日至8月2日舉行）上協定，奧得河－尼斯河線以東的所有地區，無論是否被國際社會承認作為1933年前德國的一部分或二戰期間被德國占領，未來應置於其他國家管轄之下。波茨坦協定中關於東普魯士的相關段落是：
五、柯尼斯堡市及其周边地区
会议审议了苏联提出的有关其西方前线和平地区未决领土的归属问题，该地区邻近波罗的海，东起但泽湾，南至布倫斯堡-哥達普 ，与立陶宛、波兰共和国和东普鲁士接壤。

会议原则上同意苏联最终划归得柯尼斯堡市及上述周边地区的要求，具体边界由专家审议决定。

美国总统和英国首相宣布支持有关此和平地区的会议建议。

## 備註
1. 1 2 3 4 5 6  Schieder commission 1954，第78頁.
2. 1 2  Schieder commission 1954，第78頁  In Schieder East Prussia included the pre war population of 134,000 in Memel and 310,000 from pre war East Prussia administered with Reichsgau Danzig-West Prussia
3. ↑  German Federal Archive Spieler, Silke. ed. Vertreibung und Vertreibungsverbrechen 1945–1948. Bericht des Bundesarchivs vom 28. Mai 1974. Archivalien und ausgewählte Erlebnisberichte.. Bonn: Kulturstiftung der deutschen Vertriebenen. (1989). ISBN 3-88557-067-X. pp. 38–41
4. ↑  Schieder commission 1954，第65頁 Schieder estimated the loss of 75,000–100,000 German civilians in the territory of "Ostdeuschland" eastern Germany due to "Gewaltmassenahmen" violent acts. The total base population of the Schieder study was 11,924,000 persons
5. ↑  Eberhardt, Piotr.  (PDF). Warsaw: Didactica. 2006. ISBN 9781536110357. （原始内容 (PDF)存档于2015-06-26）.
6. ↑  Eberhardt, Piotr.  (PDF). Warsaw: Polish Academy of Sciences. 2011  [2022-02-05]. ISBN 978-83-61590-46-0. （原始内容 (PDF)存档于2019-04-12）.
7. ↑  Schieder commission 1954，第41頁.
8. 1 2 3 4 5  Gesamterhebung zur Klärung des Schicksals der deutschen Bevölkerung in den Vertreibungsgebieten.
9. ↑  Beevor 2002.
10. 1 2  Beevor & (Ro).
11. ↑  Beevor & (Ro).
12. 1 2  Beevor & (Ro).
13. ↑  Beevor & (Ro).
14. ↑  Hartmann, Christian. . OUP Oxford. 2013: 127–128. ISBN 978-0191636530.
15. ↑  Beevor & (Ro).
16. ↑  Overy notes the total pre-war German population of East Prussia as about 2.9 million (Overy 1996), so the rest of those making up Beevor's 8.5 million must be from other places, such as Poland and Czechoslovakia (with a combined pre-war ethnic German population of just over 8 million).
17. 1 2  Manthey 2006，第669頁.
18. ↑  Patricia Clough The Flight Across The Ice: The Escape of the East Prussian Horses (2009), ISBN 978-1906598341
19. ↑  Daphne Machin Goodall The Flight of the East Prussian Horses (1973) ISBN 9780715360613
20. ↑  Beevor & (Ro).
21. ↑  Beevor 2002.
22. ↑  Kossert 2008，第160頁.
23. ↑  figure of 494 merchant vessels (Williams 1997); figure of 790 vessels of all types (Brustat-Naval 1985);
figure of 1,080 merchant vessels (Koburger 1989).
24. 1 2  Hastings 2004，第331頁.
25. 1 2  Beevor & (Ro).
26. ↑  "Wilhelm Gustloff: World's Deadliest Sea Disasters".
27. 1 2  Hastings 2004，第341頁.
28. ↑  Hastings 2004，第330頁.
29. ↑  Beevor & (Ro).
30. ↑  Beevor & (Ro).
31. ↑  Beevor & (Ro).
32. ↑  Beevor 2002.
33. ↑  Beevor 2002，第35頁，"The destructive urge of Soviet soldiers in East Prussia was truly alarming. ... Without thinking they torched houses which could have given them warmth and shelter for the night.".
34. 1 2  Beevor 2002，第28頁.
35. ↑  Beevor, Antony. . The Guardian. 1 May 2002  [13 September 2008]. （原始内容存档于2008-10-05）. The rape of Soviet women and girls seriously undermines Russian attempts to justify Red Army behaviour on the grounds of revenge for German brutality in the Soviet Union.
36. ↑  Beevor, Antony. . The Guardian. 1 May 2002  [13 September 2008]. （原始内容存档于2008-10-05）. In fact, the officers even warned Sister Kunigunde about the second-line troops following on behind. Their prediction proved entirely accurate.
37. ↑  Beevor & (Ro)，第75頁.
38. ↑  Beevor & (Ro)，第109頁.
39. ↑  Beevor 2002，第29頁.
40. ↑  Roberts 2009，第555頁.
41. ↑  Beevor, Antony. . The Guardian. 1 May 2002  [13 September 2008]. （原始内容存档于2008-10-05）. Beria and Stalin, back in Moscow, knew perfectly well what was going on from a number of detailed reports.
42. ↑  Beevor 2002，第197頁，"The Soviet leadership had finally realized that the horror inspired by the Red Army's onslaught on the civilian population was increasing enemy resistance and would complicated the post-war Soviet occupation of Germany.".
43. ↑  Beevor 2002.
44. ↑  Beevor 2002，第420頁.
45. ↑  (Schieder commission 1954，第39頁)
46. ↑  (Schieder commission 1954，第65頁)
47. ↑  (Statistisches Bundesamt 1958)
48. 1 2  Kossert 2008，第168頁.
49. ↑  Pistohlkors, Gert : Informationen zur Klärung der Schicksale von Flüchtlingen aus den.
50. ↑  Herausforderung Bevölkerung : zu Entwicklungen des modernen Denkens über die Bevölkerung vor, im und nach dem Dritten Reich Ingo Haar, Bevölkerungsbilanzen“ und „Vertreibungsverluste.
51. ↑  Hans Henning Hahn and Eva Hahn : Die Vertreibung im deutschen Erinnern.
52. ↑  Dr. Rűdiger Overmans – Personelle Verluste der deutschen Bevölkerung durch Flucht und Vertreibung.
53. ↑  Rüdiger Overmans, Deutschlandfunk interview of 6 December 2006
54. ↑  Christoph Bergner, Secretary of State in Germany's Bureau for Inner Affairs, outlines the stance of the respective governmental institutions in Deutschlandfunk on 29 November 2006,
55. ↑   （页面存档备份，存于）|Willi Kammerer; Anja Kammerer- Narben bleiben die Arbeit der Suchdienste – 60 Jahre nach dem Zweiten Weltkrieg Berlin Dienststelle 2005, p. 12 (Published by the Search Service of the German Red Cross.
56. ↑  Spiegel 1989，第38–41頁.
57. ↑  Murphy 2004.
58. ↑  Agreements of the Berlin (Potsdam) Conference 的存檔，存档日期31 October 2010.

## 延伸閱讀
- de Zayas, Alfred-Maurice. A Terrible Revenge: The Ethnic Cleansing of the East European Germans, 1944–1950, 1994, ISBN 0-312-12159-8
- Duffy, Christopher. . Da Capo Press. 1993. ISBN 0-415-03589-9.
- Glantz, David M. The Soviet‐German War 1941–45: Myths and Realities: A Survey Essay
- Hitchcock, William I. The Struggle for Europe: The Turbulent History of a Divided Continent 1945–2002, 2003, ISBN 0-385-49798-9
- Walter, Elizabeth B. Barefoot in the Rubble, 1997, ISBN 0-9657793-0-0

-->